# Новокарамишево
Новокара́мишево (рос. Новокарамышево, башк. Яңы Ҡарамыш) — присілок у складі Гафурійського району Башкортостану, Росія. Входить до складу Більської сільської ради.
Населення — 81 особа (2010; 91 в 2002).
Національний склад:
- башкири — 85%